# Benelux' Next Top Model (mùa 2)
Benelux' Next Top Model, Mùa thi 2 là mùa thứ hai của Benelux' Next Top Model bao gồm các thí sinh đến từ Bỉ và Hà Lan. Chương trình được phát sóng vào ngày 13 tháng 9 và được phát sóng cho đến ngày 15 tháng 11 năm 2010. Mặc dù casting cho mùa ba của chương trình đã được công bố, chương trình sẽ quay trở lại với Holland's Next Top Model, tiêu đề nó đã có trước khi hợp nhất với phiên bản Topmodel của Bỉ trong chương trình.
Điểm đến quốc tế mùa này là Paris cho 16 thí sinh bán kết, Oranjestad cho top 6, Köln và Los Angeles cho top 4.
Người chiến thắng trong mùa này là Melissa Baas, 18 tuổi từ IJsselstein, Hà Lan. Các giải thưởng của cô là: 1 hợp đồng người mẫu với Elite Model Management trong 3 năm trị giá 50.000€ và chiến dịch quảng cáo cho Max Factor.
Không những là thí sinh người Hà Lan thứ 2 chiến thắng, top 3 chung cuộc (Melissa, Renée & Alix) đều là người Hà Lan.

## Thí sinh
(Tuổi tính từ ngày dự thi)
| Đến từ | Thí sinh               | Tuổi | Chiều cao               | Quê quán    | Bị loại ở | Hạng |
| ------ | ---------------------- | ---- | ----------------------- | ----------- | --------- | ---- |
| Bỉ     | Jacqueline Sorbie      | 17   | 1,74 m (5 ft 8+1⁄2 in)  | Antwerp     | Tập 1     | 12   |
| Bỉ     | Lisse Habraken         | 21   | 1,76 m (5 ft 9+1⁄2 in)  | Mol         | Tập 2     | 11   |
| Hà Lan | Daisy Koller           | 16   | 1,78 m (5 ft 10 in)     | Loenen      | Tập 3     | 10   |
| Hà Lan | Lesley van Helden      | 18   | 1,80 m (5 ft 11 in)     | Dordrecht   | Tập 4     | 9    |
| Bỉ     | Epiphany Vanderhaeghen | 21   | 1,75 m (5 ft 9 in)      | Asse        | Tập 5     | 8    |
| Bỉ     | Aïcha Cissé            | 22   | 1,76 m (5 ft 9+1⁄2 in)  | Antwerp     | Tập 6     | 7    |
| Hà Lan | Frederieke Bonn        | 20   | 1,82 m (5 ft 11+1⁄2 in) | Boxtel      | Tập 7     | 6    |
| Bỉ     | Jaelle Leclerc         | 21   | 1,80 m (5 ft 11 in)     | Hoeilaart   | Tập 8     | 5    |
| Bỉ     | Marjolein de Velder    | 20   | 1,73 m (5 ft 8 in)      | Kobbegem    | Tập 10    | 4    |
| Hà Lan | Alix Schoonheijt       | 16   | 1,75 m (5 ft 9 in)      | Zutphen     | Tập 10    | 3    |
| Hà Lan | Renée Trompert         | 22   | 1,77 m (5 ft 9+1⁄2 in)  | Leeuwarden  | Tập 10    | 2    |
| Hà Lan | Melissa Baas           | 18   | 1,80 m (5 ft 11 in)     | IJsselstein | Tập 10    | 1    |

## Các tập

### Tập 1
Khởi chiếu: 13 tháng 9 năm 2010
16 thí sinh bán kết được gặp nhau tại nhà ga trung tâm Antwerp ở Bỉ để bắt đầu cuộc thi. Sau đó, họ được gặp Daphne & Geert cho thử thách chụp hình nhóm, khi họ phải cố gắng thu hút nhiều sự chú ý nhất có thể. Sau đó, Daphne thông báo rằng họ sẽ được tới Paris, nhưng không phải ai cũng đến khi Melissa chiến thắng thử thách và cô chọn Renée để cùng nhau tới Köln cho một buổi gặp gỡ với siêu mẫu Heidi Klum. Những cô gái còn lại được gặp Jani sau khi họ tới Paris và anh đánh giá cách ăn mặc của họ, trước khi được vui chơi ở Disneyland Paris.
Ngày hôm sau, họ được đưa tới tháp Tower of Terror ở Disneyland Paris vào sáng sớm cho buổi chụp hình đầu tiên tỏ ra biểu cảm trong khi ngồi bên trong tòa tháp. Nhưng trước đó, 4 cô gái đã đi muộn nhưng đã đến kịp cho buổi chụp hình, cùng với Melissa & Renée quay lại từ Köln. Sau đó, họ được chia thành 4 nhóm cho một buổi casting tại Elite Model Management. Trước khi rời Paris, Jani sau đó đưa cho mỗi người một phong bì và chỉ có 12 phong bì có chứa vé đến ngôi nhà chung tại Noordwijk. Ngày tiếp theo, họ được gặp chuyên gia trang điểm Marie-Sophie Steenaert cho buổi chụp hình thứ hai khi toàn bộ người họ sẽ được body painting thành đồ lót. Quay về ngôi nhà chung, họ được gặp stylish Maartje van den Broek và gây bất ngờ cho họ là mỗi người sẽ được một bộ sưu tập "Benelux' Next Top Model", nhưng sẽ chỉ có 11 giá treo với tên riêng của từng người. Kết quả là chỉ có Jacqeline là không có giá và đồng nghĩa với việc cô là thí sinh đầu tiên bị loại.
- Nhiếp ảnh gia: Nick van Ormondt
- Khách mời đặc biệt: Heidi Klum, Maartje van den Broek

### Tập 2
Khởi chiếu: 20 tháng 9 năm 2010
11 cô gái còn lại đã được xem video gặp gỡ với Heidi Klum của Melissa & Renée ở tập trước. Sau đó, Mariana đến gặp họ cho một buổi học catwalk, trước khi được đưa tới trung tâm thể dục Azzurro Wellness cho thử thách trình diễn thời trang trên sàn diễn làm bằng phao nổi trên hồ bơi và kết quả là Renée chiến thắng thử thách. Quay về ngôi nhà chung, họ được nhận quyển portfolio của mình cùng với một tấm ảnh họ với kiểu tóc khác. Ngày hôm sau, họ được gặp Jani và nhà tạo mẫu Mariëlle Bastiaansen cho một buổi diện mạo mới, trong khi Renée được tráo đổi diện mạo mới của mình cho người khác vì giành chiến thắng thử thách ngày hôm qua và cô đã tráo đổi với Marjolein .
Ngày tiếp theo, câc cô gái được đưa tới gánh xiếc Conralli cho buổi chụp hình tiếp theo hóa thân thành người diễn xiếc trên bạt lò xo và trước một chiếc vòng lửa, cùng với việc Epiphany sẽ được lấy đi 20 lần bấm máy của người khác vì là người duy nhất không được nhận diện mạo mới ngày hôm qua. Quay về ngôi nhà chung, họ đã có thử thách phối đồ từ bộ sưu tập "Benelux' Next Top Model" họ nhận được lần trước, trước khi có một buổi phỏng vấn với phóng viên Anniek van Wonderen và kết quả là Aïcha chiến thắng thử thách. Vào buổi đánh giá ngày hôm sau, Aïcha được gọi tên đầu tiên còn Lisse là thí sinh tiếp theo bị loại.
- Nhiếp ảnh gia: Geert de Wolf
- Khách mời đặc biệt: Mariëlle Bastiaansen, Maartje van den Broek, Anniek van Wonderen

### Tập 3
Khởi chiếu: 27 tháng 9 năm 2010
Sau khi Lisse bị loại, Daphne thông báo cho 10 cô gái còn lại rằng là họ sẽ được tới Antwerp. Ngày hôm sau, Jani đã đánh thức họ dậy sớm cho một buổi học múa ba lê cổ điển với vũ công Werner Leysen. Sau đó, họ được đưa tới rạp hát Toneelhuis cho thử thách trình diễn thời trang trong phong cách tương lai, trong khi họ sẽ phải đi trong đôi giày không có gót và phải vượt qua đám đèn laser trên sàn diễn. Ngoài Jani, họ còn được đánh giá bởi nhà thiết kế Kaat Tille và cũng là mẹ của Epiphany. Kết quả là Jaelle chiến thắng thử thách và cô chọn Melissa để nhận thưởng là một chuyến mua sắm miễn phí trong 5 phút tại Kruidvat. Các cô gái sau đó đã có một buổi tối giải trí trong hộp đêm với Jani.
Ngày tiếp theo, họ đã có buổi chụp hình tiếp theo cho kem dưỡng da Olaz, khi họ sẽ hóa thân thành người nổi tiếng trên cầu thang và sẽ phải cầm sản phẩm trên tay mình. Nhưng trước khi buổi chụp hình diễn ra, Jaelle đã bị chỉ trích trong quá trình trang điểm vì đeo kính áp tròng khác màu mắt của mình và nhiếp ảnh gia Thomas Vandecasteele muốn xem quyển portfolio của họ nhưng Lesley lại không mang theo bên mình. Vào buổi đánh giá ngày hôm sau, họ chỉ được mặc áo tắm trong buổi đánh giá. Kết quả là Alix được gọi tên đầu tiên còn Daisy là thí sinh tiếp theo bị loại.
- Nhiếp ảnh gia: Thomas Vandecasteele
- Khách mời đặc biệt: Werner Leysen, Kaat Tilley

### Tập 4
Khởi chiếu: 4 tháng 10 năm 2010
9 cô gái còn lại được gặp Jani tại một khu siêu thị và mỗi người đều được cho €20 và 5 phút để lấy những món ăn mà họ yêu thích. Quay về ngôi nhà chung, họ đã được chuyên gia dinh dưỡng Sonja Kimpen đánh giá và huấn luyện về chế độ ăn uống của một người mẫu. Ngày hôm sau, họ đã có một buổi tập thể dục với huấn luyện viên Jan Volmer, khi họ phải đi bộ trên quãng đường dài 2,41 km trong khi mang theo một số vật dụng trên đường đi và nếu làm rơi đồ thì họ sẽ bị phạt chống đẩy. Quay về ngôi nhà chung, Daphne đến thăm họ và mỗi người được bốc một phong bìa ghi một chủ đề xã hội trước khi họ được đưa đến một khu rạp hát cho thử thách diễn thuyết trong 3 phút về một chủ đề xã hội, trong khi họ sẽ phải diễn thuyết trước ban giám khảo bao gồm ca sĩ Gordon Heuckeroth, người mẫu Kelly Pfaff và trước mặt những người thân của họ. Kết quả là Aïcha & Renée chiến thắng thử thách và họ phải tự quyết định ai sẽ nhận phần thưởng nào: người thân của họ được ở qua đêm với họ, hay được miễn loại tuần này. Nhưng cả hai đều muốn quyền miễn loại và thế là Gordon & Kelly quyết định Aïcha được miễn loại tuần này, còn bạn trai của Renée được ở qua đêm với cô.
Ngày tiếp theo, họ đã được đưa tới một nông trại cho buổi chụp hình tiếp theo trong phong cách thời trang cao cấp haute couture, trong khi họ bị treo lên không và phải tạo dáng chung với những miếng thịt bị mổ trong lò mổ thịt. Vào buổi đánh giá ngày hôm sau, Frederieke được gọi tên đầu tiên còn Lesley là thí sinh tiếp theo bị loại.
- Nhiếp ảnh gia: Carli Hermès
- Khách mời đặc biệt: Sonja Kimpen, Jan Volmer, Gordon Heuckeroth, Kelly Pfaff

### Tập 5
Khởi chiếu: 11 tháng 10 năm 2010
8 cô gái còn lại được gặp lại nhà tạo mẫu Mariëlle Bastiaansen và Marie-Sophie cho một buổi học tạo kiểu tóc và trang điểm. Ngày hôm sau, họ được đưa đến một tòa biệt thự rộng lớn cho thử thách quay quảng cáo bộ sưu tập Benelux' Next Top Model mới nhất từ C&A. Họ được hóa thân thành những tên trộm đột nhập và mỗi người sau đó sẽ có một cảnh quay chính của họ, vì quảng cáo mà họ quay sẽ được chiếu khắp cả nước và người thể hiện tốt nhất sẽ có cảnh quay chính của họ được chiếu.
Ngày tiếp theo, họ đã có buổi chụp hình chân dung cho hãng kính râm Ilori, họ sẽ được tạo dáng theo cặp cùng với một người mẫu nam và cả người họ sẽ được sơn vàng. Trong khi buổi chụp hình diễn ra, Jaelle đã bị nhiễm trùng mắt do trang điểm và được Jani đưa đến bác sĩ nên cô đã không tham gia vào buổi chụp hình và được miễn loại lần này. Sau đó, Alix được nhận một hộp trang điểm từ Max Factor vì có phần thể hiện tốt nhất trong buổi chụp hình. Quay về ngôi nhà chung, họ thấy toàn bộ được lấp đầy bởi những quả bóng bay vì đó là sinh nhật của Aïcha và trong lúc bữa tiệc diễn ra, quán quân của Holland's Next Top Model, Mùa 2 Kim Feenstra xuất hiện và các cô gái đã có một buổi học catwalk từ Kim. Vào buổi đánh giá ngày hôm sau với sự xuất hiện giám khảo khách mời là Maartje van den Broek, Alix là người làm tốt nhất trong buổi quay quảng cáo cho C&A nên cảnh quay chính của có sẽ được chiếu. Alix là người được gọi tên đầu tiên còn Epiphany là thí sinh tiếp theo bị loại.
- Nhiếp ảnh gia: Allard Honigh
- Khách mời đặc biệt: Mariëlle Bastiaansen, Maartje van den Broek, Dick van der Niet, Kim Feenstra

### Tập 6
Khởi chiếu: 18 tháng 10 năm 2010
Daphne đã đến thăm 7 cô gái còn lại tại ngôi nhà chung và cô cho họ thấy rằng với tư cách là một người mẫu, không phải lúc nào họ cũng nhận được các nhiệm vụ hấp dẫn nhưng bạn luôn phải cố gắng hết sức, khi các cô gái đã phải tạo dáng với những món đồ khác thường. Ngày hôm sau, họ đã có buổi chụp hình tiếp theo cho Venus Embrace, khi họ sẽ tạo dáng trong áo tắm và đồ trang trí trên bãi biển được làm bằng băng. Sau đó, họ được đưa tới Amsterdam cho thử thách tiếp theo, khi họ phải di chuyển từ địa điểm này sang địa điểm khác với những mật thư bằng các ngôn ngữ khác nhau và tìm đến địa điểm cuối cùng nói về quốc gia mà họ sẽ được đến trong mùa giải này. Nhưng trước khi thử thách bắt đầu, Jaelle đã phải di chuyển tới bác sĩ nhãn khoa lấy mắt kính để có thể vứt bỏ chiếc áp tròng màu của mình. Sau khi thử thách kết thúc, Jani thông báo với các cô gái rằng là họ sẽ được đến Oranjestad, nhưng không phải ai cũng được tới.
Ngày tiếp theo, các cô gái đã trở lại Amsterdam và gặp lại stylish Maartje van den Broek cho thử thách phối đồ, khi họ sẽ phải phối đồ cho mình trong 2 yêu cầu của thử thách là: quyến rũ cho sự kiện quan trọng và cuối cùng là phong cách cá nhân của họ. Họ có 3 phút để mặc trang phục cho mỗi yêu cầu và sau đó được Maartje đánh giá. Kết quả là Jaelle chiến thắng thử thách và nhận được một phiếu mua hàng từ C&A. Vào buổi đánh giá ngày hôm sau, Melissa là người làm tốt nhất trong buổi chụp hình nên cô sẽ được xuất hiện trong chiến dịch quảng cáo mùa Đông cho Venus Embrace. Melissa là người được gọi tên đầu tiên còn Aïcha, Jaelle & Marjolein rơi vào cuối bảng, Daphne sau đó giơ 2 tấm ảnh còn lại cho Jaelle & Marjolein còn Aïcha là thí sinh tiếp theo bị loại.
- Nhiếp ảnh gia: Lalo Gonzalez
- Khách mời đặc biệt: Maartje van den Broek

### Tập 7
Khởi chiếu: 25 tháng 10 năm 2010
6 cô gái còn lại háo hức quay về đóng gói đồ đạc để đi tới Oranjestad và họ sau đó đã được di chuyển đến khách sạn sang trọng của họ trên một chiếc xe buýt lễ hội thực sự. Ngày hôm sau, họ được Jani đã đánh thức các cô gái dậy sớm để đi tới bãi biển cho một buổi học múa carnival với 2 vũ công carnival chuyên nghiệp, trước khi họ được bắt cặp với nhau cho thử thách nhảy carnival trên đường phố. Quay về khách sạn, Jani công bố rằng Alix & Renée chiến thắng thử thách và mỗi người nhận được một chiếc kính râm Sama từ Ilori. Sau đó, họ đã có một buổi tối giải trí trong hộp đêm.
Ngày tiếp theo, họ đã được di chuyển trên biển bằng du thuyền cho buổi chụp hình tiếp theo trong những bộ váy mùa hè, trong khi họ sẽ phải tạo dáng ở dưới nước. Quay về khách sạn, các cô gái đã được gặp nhà thiết kế Rongi Da Cuba và anh đã yêu cầu các cô gái đi catwalk, trước khi thông báo rằng họ có thể xuất hiện tại buổi trình diễn thời trang sắp tới của anh ấy, nhưng không phải ai cũng được xuất hiện. Vào buổi đánh giá ngày hôm sau với sự xuất hiện giám khảo khách mời là Marie-Sophie Steenaert, Marjolein được gọi tên đầu tiên còn Frederieke là thí sinh tiếp theo bị loại.
- Nhiếp ảnh gia: Jan Andraschko
- Khách mời đặc biệt: Rongi Da Cuba

### Tập 8
Khởi chiếu: 1 tháng 11 năm 2010
5 cô gái còn lại được đưa đến một trang trại và đã có một khoảng thời gian quan sát động vật, trước khi có một buổi học tạo dáng từ một người mẫu hàng đầu của Aruba. Sau đó, họ đã có một nhiệm vụ là phải tự tìm 2 người mẫu nam có thân hình đẹp cho mình ở ngoài đường để tạo dáng chung trong buổi chụp hình ngày mai. Các cô gái sau đó được tham dự vào bữa tiệc VIP của nhà thiết kế Rongi Da Cuba với tư cách là khách mời danh dự và tại đây, họ đã được hướng dẫn để giới thiệu bản thân với công chúng và giao lưu với những người khác nhau trong giới thời trang. Ngoài ra, tất nhiên còn có một buổi trình diễn thời trang trong trang phục bikini trong bữa tiệc do cả 5 cô gái làm người mẫu chính và trước đó, họ được nhận một vài lời khuyên từ Mariana. Sau khi buổi trình diễn thời trang kết thúc, Jaelle và Marjolein là 2 người đã gây nhiều thuyết phục nhất với Rongi nên sẽ được giữ lại bộ bikini, trang sức và trang phục mà họ mặc trong bữa tiệc.
Ngày hôm sau, họ đã có một khoảng thời gian thư giãn ở bãi biển. Sau đó, họ đã có buổi chụp hình tiếp theo cho nước hoa Bruno Banani, trong khi họ sẽ phải tạo dáng trước thân hình của 2 người mẫu nam mà họ đã tìm ngày hôm qua. Tất cả những người mẫu nam mà họ chọn đều được xếp thành hàng, ngoại trừ 2 người từ Alix đã chọn không xuất hiện nên Jani sau đó đã cho phép Alix chọn hai người từ những người mẫu nam của 4 cô gái còn lại. Các cô gái sau đó đã tận hưởng đêm cuối cùng của họ với 2 người mẫu nam mà họ chụp hình chung, và được kết thúc buổi tối bằng việc mang 2 người họ vào khách sạn của mình để vui vẻ. Vào buổi đánh giá ngày tiếp theo, Renée được gọi tên đầu tiên còn Jaelle là thí sinh tiếp theo bị loại.
- Nhiếp ảnh gia: Geert de Wolf
- Khách mời đặc biệt: Rongi Da Cuba

### Tập 9
Khởi chiếu: 8 tháng 11 năm 2010
Đây là tập ghi lại khoảnh khắc từ đầu cuộc thi. Sau đó, 4 cô gái còn lại đã quay về Amsterdam và sẽ quay trở về nhà của họ. Ban giám khảo sẽ đi thăm từng người một và nói chuyện với gia đình và bạn bè của họ. Họ sau đó được gặp lại nhau và được đưa tới Köln cho một buổi trình diễn trang cho bộ sưu tập Xuân-Hè 2011 của C&A. Sau khi buổi trình diễn thời trang kết thúc, Jani thông báo với các cô gái rằng những tấm ảnh cho Ilori mà họ đã chụp trước đó sẽ có thể được sử dụng làm ảnh quảng cáo ở Los Angeles và do đó họ sẽ được đến đó để xem ai là người chiến thắng.
- Khách mời đặc biệt: Maartje van den Broek, Bruce Darnell

### Tập 10
Khởi chiếu: 15 tháng 11 năm 2010
Trong đêm chung kết được truyền hình trực tiếp tại Lichtfabriek ở Haarlem, 4 cô gái chung cuộc được giới thiệu và chuyến đi tới Los Angeles của họ sau đó đã được trình chiếu. Họ đã cùng với Bastiaan tới Beverly Hills để xem ảnh của ai sẽ được xuất hiện trên cửa hàng mắt kính Ilori và kết quả đó là tấm ảnh của Alix và Renée, nhưng sau đó thì tất cả đều được nhận một chiếc kính râm Sama từ Ilori. Sau đó, họ đã có một bữa tối cùng cựu người mẫu Touriya Haoud với chồng của cô là Greg Vaughan và đã có một buổi tối giải trí trong hộp đêm của khách sạn Roosevelt. Quay về hiện tại, 4 cô gái chung cuộc cùng với 8 thí sinh bị loại trước đó đã có 2 buổi trình diễn thời trang cho Bibi van der Velden và cho Mart Visser qua phần thể hiện của ca sĩ Xander de Buisonjé. Chuyến đi tới Los Angeles của họ sau đó tiếp tục được trình chiếu, Daphne đã cho các cô gái gặp gỡ với nhiếp ảnh gia Nigel Barker và đã có một buổi phỏng vấn với anh.
Quay về hiện tại, 4 cô gái chung cuộc đã có buổi trình diễn thời trang trong thiết kế của Toon Geboers. Buổi chụp hình cuối cùng của 4 cô gái sau đó đã được trình chiếu, lần này là cho Max Factor và họ sẽ được hóa thân thành những nàng tiên trong khi bị treo lơ lửng trên không. Sau đó là lần loại trừ đầu tiên và kết quả là Marjolein là người tiếp theo bị loại. Chuyến đi tới Los Angeles của họ sau đó tiếp tục được trình chiếu, 4 cô gái đã có một buổi gặp gỡ và nói chuyện với siêu mẫu Janice Dickinson tại nhà của cô và đã có một buổi chụp hình tạo dáng tự nhiên với cô. Quay về hiện tại, 3 cô gái chung cuộc còn lại đã có buổi trình diễn thời trang trong bộ sưu tập C&A qua phần thể hiện của top 6 từ So You Think You Can Dance Benelux 2010 và chương trình đã có tiết mục của ca sĩ René Froger. Sau đó là lần loại trừ thứ hai và kết quả là Alix là người tiếp theo bị loại. Melissa và Renée sau đó đã có buổi trình diễn thời trang cuối cùng của mình. Kết quả cuối cùng, Melissa trở thành quán quân thứ hai của Benelux's Next Top Model.
- Nhiếp ảnh gia: Michel Poro, Janice Dickinson
- Khách mời đặc biệt: Dick van der Niet, Touriya Haoud, Greg Vaughan, Xander de Buisonjé, Nigel Barker, Enora Oplinus, Floris Bosveld, Lise Alexander, Lorenzo van Velzen Bottazi, Natascha Dejong, Stefano Giuliani, René Froger

## Thứ tự gọi tên
| Thứ tự | Tập        | Tập        | Tập        | Tập        | Tập        | Tập              | Tập        | Tập       | Tập       | Tập     | Tập     | Tập |
| Thứ tự | 1          | 2          | 3          | 4          | 5          | 6                | 7          | 8         | 10        | 10      | 10      |     |
| ------ | ---------- | ---------- | ---------- | ---------- | ---------- | ---------------- | ---------- | --------- | --------- | ------- | ------- | --- |
| 1      | Epiphany   | Aïcha      | Alix       | Aïcha      | Jaelle     | Melissa          | Marjolein  | Renée     | Alix      | Melissa | Melissa |     |
| 2      | Renée      | Renée      | Marjolein  | Frederieke | Alix       | Frederieke       | Melissa    | Melissa   | Melissa   | Renée   | Renée   |     |
| 3      | Marjolein  | Daisy      | Melissa    | Marjolein  | Frederieke | Renée            | Jaelle     | Marjolein | Renée     | Alix    |         |     |
| 4      | Melissa    | Marjolein  | Renée      | Melissa    | Melissa    | Alix             | Renée      | Alix      | Marjolein |         |         |     |
| 5      | Aïcha      | Melissa    | Aïcha      | Renée      | Renée      | Jaelle Marjolein | Alix       | Jaelle    |           |         |         |     |
| 6      | Lisse      | Jaelle     | Epiphany   | Epiphany   | Aïcha      | Jaelle Marjolein | Frederieke |           |           |         |         |     |
| 7      | Jacqueline | Lesley     | Frederieke | Jaelle     | Marjolein  | Aïcha            |            |           |           |         |         |     |
| 8      | Frederieke | Frederieke | Lesley     | Alix       | Epiphany   |                  |            |           |           |         |         |     |
| 9      | Daisy      | Alix       | Jaelle     | Lesley     |            |                  |            |           |           |         |         |     |
| 10     | Jaelle     | Epiphany   | Daisy      |            |            |                  |            |           |           |         |         |     |
| 11     | Alix       | Lisse      |            |            |            |                  |            |           |           |         |         |     |
| 12     | Lesley     |            |            |            |            |                  |            |           |           |         |         |     |

     Thí sinh bị loại
     Thí sinh bị loại trước khi vào phòng đánh giá
     Thí sinh được miễn loại
     Thí sinh được miễn loại.
- Ở tập 1, 16 thí sinh đã rút ngắn thành 12 thí sinh bằng cách nhận 1 lá thư và nếu có tấm vé trong thư đó thì sẽ được vào ngôi nhà chung. Sau khi cân nhắc về buổi chụp hình thứ hai, Ban giám khảo đã đưa ra 11 giàn quần áo có tên của thí sinh nhưng ai không có thì sẽ bị loại và Jacqueline bị loại vì không thấy giàn quần áo có tên mình.
- Ở tập 5, Jaelle không tham gia vào buổi chụp hình vì phải nhập viện. Nhưng cô được ban giám khảo trao thêm một cơ hội.
- Ở tập 6, Aïcha, Jaelle & Marjolein là 3 người cuối bảng. Daphne đưa 2 tấm hình cuối cho Marjolein & Jaelle cùng lúc và Aïcha là người bị loại.
- Tập 9 là tập chiếu lại khoảnh khắc từ đầu cuộc thi.

### Buổi chụp hình
- Tập 1: Biểu cảm bên trong tòa tháp Tower of Terror (casting); Đồ lót sơn màu lên người
- Tập 2: Diễn viên xiếc qua vòng lửa
- Tập 3: Người nổi tiếng trên cầu thang cho Olaz
- Tập 4: Haute couture trên không trong lò mổ thịt
- Tập 5: Ảnh chân dung vẻ đẹp cùng mắt kính và bị sơn vàng lên người cho Ilori
- Tập 6: Áo tắm trong tảng băng cho Venus Embrace
- Tập 7: Tạo dáng dưới nước
- Tập 8: Ảnh quảng cáo nước hoa Bruno Banani với người mẫu nam
- Tập 10: Nàng tiên trên không cho Max Factor; Tạo dáng tự nhiên